# Deuce (Album)
Deuce ist das zweite Soloalbum von Rory Gallagher und erschien am 28. November 1971 bei Atlantic Records.

## Aufnahme
Im Gegensatz zu seinem ersten Album, das eher präzise und organisiert klingen sollte, entschied sich Rory Gallagher beim Nachfolger für einen anderen Ansatz. Das Album sollte die rohe Energie eines Live-Auftritts einfangen. Um dieses Ziel zu erreichen, wurden einige Aufnahmen direkt vor oder nach Konzerten gemacht und die Produktion minimalistisch gehalten.

### Remaster
1997 wurde Deuce von Colin Fairly remastered. Er verwendete dazu Tony Arnolds Courthouse Facilities in Dorset. Das 2000 veröffentlichte Remaster enthielt den Bonustrack "Persuasion".

## Titelliste
1. I'm Not Awake Yet – 5:25
2. Used to Be – 5:06
3. Don't Know Where I'm Going – 2:43
4. Maybe I Will – 4:15
5. Whole Lot of People – 4:57
6. In Your Town – 5:47
7. Should've Learnt My Lesson – 3:36
8. There's a Light – 6:00
9. Out of My Mind – 3:05
10. Crest of a Wave – 6:00
11. Persuasion (CD-Bonus-Track) – 4:44

## Charterfolg
Das Album erreichte in den britischen Albencharts Platz 39 und wurde vom britischen Phonoverband BPI 2005 mit einer Goldenen Schallplatte zertifiziert.

## Rezeption
Dave Thompson von Allmusic sieht in Deuce eine Blaupause für die 1972 und 1973 folgenden Aufnahmen, auf denen Gallaghers Reputation als Gitarrenvirtuose hauptsächlich fußt („ the blueprint for most of what he'd accomplish over the next two years of recording“, „that peak would come during 1972-1973 with the albums upon which Gallagher's reputation is today most comfortably set“). Der Musikexpress wählte Gallagher 1971 für das Debütalbum und Deuce zum „populärsten Gitarristen“.
Der Stil des Gitarristen Johnny Marr von The Smiths wurde von Deuce beeinflusst: 

„There was one day when I was playing along with the Deuce album which was a complete turning point for me as a guitar player.“

„Es gab einen Tag an dem ich das Album Deuce nachspielte, der zum kompletten Wendepunkt für mich als Gitarrist wurde.“